# Lindenberg (Luckenwalde)
Lindenberg ist ein Wohnplatz der Stadt Luckenwalde im Landkreis Teltow-Fläming in Brandenburg.

## Geografische Lage
Der Wohnplatz liegt südlich des Stadtzentrums und dort nordwestlich des Luckenwalder Ortsteils Kolzenburg. Im Westen grenzt die Gemarkung der Stadt Jüterbog an. Von dort fließt die Nuthe von Süden kommend in nordöstlicher Richtung am Wohnplatz vorbei. Von Norden führt die Kreisstraße 7216 in südlicher Richtung durch den Ort.

## Geschichte
Das Mühlenetablissement wurde im Jahr 1480 erstmals als Die Muhlen zw Lindeberg urkundlich erwähnt. Sie gab zu dieser Zeit jedes Jahr 4 Wispel Roggen und 2 Pfund Pfeffer an das Kloster Zinna und besaß einen Acker, der zwischen der Mühle und Kolzenburg lag. Nach der Reformation kam die Mühle im Jahr 1553 zum Amt Zinna, leistete aber dennoch 1568 Abgaben an das Kloster in Höhe von 4 Wispel Roggen und 2 Pfund Pfeffer. Im Jahr 1586 erschien die Schreibweise Die Lindenbergsche Mühle, die 2 Taler zum 70 Pfennig an Abgaben leistete.
Im Jahr 1642 wurde lediglich von einer Mühle mit zwei Gängen berichtet; 1686 von einer Wassermühle mit 13 Scheffel Aussaat, 15 Fuder Heu, Wohnung, Kohl- und Baumgarten, Hütung, Viehzucht, Holzung und Fischerei ausgestattet war. Im Jahr 1745 erschien eine Wassermühle mit zwei Gängen, einer Schneide- und einer Ölmühle. 1781 wird findet die Lindenberger Mühle erneut Erwähnung, ebenso Später gehörte die Gemarkung zum gebildeten Luckenwaldischen Kreis als faktischen Rechtsnachfolger des Amtes Zinna, respektive nachfolgend ab 1817 zum Landkreis Jüterbog-Luckenwalde.
Im Jahr 1801 gab es eine Wasser-, Mahl- und Schneidemühle bei und zu Kolzenburg an der Nuthe, an der zwei Feuerstellen betrieben wurden. Ihre Bezeichnung änderte sich von Lindenberger Mühle im Jahr 1805 zu 1841 Lindenbergsche Mühle und Tuchfabrik im Jahr 1841. Zehn Jahre später erschien die noch heute genutzte Schreibweise Lindenberger Mühle künftig amtlich Lindenberg genannt. In dieser Zeit lebten im Jahr 1818 ein Handelsmann und ein Mahlmüller im Ort. Im Jahr 1837 gab es die Mühle und Tuchfabrik, eine Wassermühle mit einem Gang, eine Walkmühle, eine Sägemühle, eine Leinwandfabrik, einen Krug, einen weiblichen Dienstboten und sieben Wohnhäuser. Drei Jahre gab es zwei Tuchmacher, die beide einen eigenen Stuhl betrieben. Im Jahr 1851 bestand im Ort eine Wollspinnerei und Tuchfabrik, nochmals erwähnt 1854 und zeitweilig in Betreibung durch die Berlin-Luckenwalder Fabrikantenfamilie Busse, resp. dessen eingeheirateten Schwiegersohns Heinrich Conrad (von) Carl. Die Gemarkung war im Jahr 1858 insgesamt 171 Morgen (Mg) groß: 6 Mg Gehöfte, 5 Mg Gartenland, 80 Mg Acker, 40 Mg Wiese, 40 Mg Wald. Es gab ein öffentliches, neun Wohn- und elf Wirtschaftsgebäude, darunter eine dampf- und wassergetriebene Maschinenspinnerei. Im Jahr 1891 gab es das Etablissement und Wirtshaus namens Alfred Mende.
Zur Jahrhundertwende war Lindenberg 46,3 Hektar groß; im Dorf lebten unter anderem ein Chausseeaufseher und ein Schankwirt. Für 1906 wurde von vier Häusern berichtet. Lindenberg wurde 1928 mit der Gemeinde Kolzenburg vereinigt und war ab 1931 ein Ortsteil von Kolzenburg. Die Villa Lindenberg diente in den 1930er Jahren als Wohnsitz der Familie von Steegen, aus Groß Steegen in Ostpreußen stammend.
Die Gebäudeteile in Nutzung für die Landwirtschaft wurden in den 2000er Jahren zurückgebaut. Das villenartige Gebäude mit nördlich gelegenen Park samt Pavillon diente zuletzt als Altenheim und ist nicht bewohnt.

## Bevölkerungsentwicklung
| Jahr      | 1801 | 1817 | 1837 | 1858 | 1871 | 1885 | 1895 | 1905 | 1925 |
| Einwohner | 14   | 40   | 251  | 167  | 168  | 132  | 17   | 36   | 54   |